# Biskupice (województwo łódzkie)
Biskupice – wieś w Polsce, położona w województwie łódzkim, w powiecie sieradzkim, w gminie Sieradz. Posiada most betonowy na rzece Warcie do 15 ton.
W latach 1975–1998 miejscowość administracyjnie należała do województwa sieradzkiego.
Przez miejscowość przebiega droga krajowa nr 83.

## Integralne części wsi
| SIMC    | Nazwa      | Rodzaj    |
| ------- | ---------- | --------- |
| 0713220 | Zagórki    | część wsi |
| 0713237 | Złota Góra | część wsi |

## Historia
Na terenie wsi odkryto osadę kultury unietyckiej z I okresu brązu (1700–1450 lat p.n.e.).
Pierwsze wzmianki o Biskupicach pochodzą z 1400 r. Nazwa dowodzi, że była własnością duchowieństwa. W końcu XVI w. wieś przeszła w ręce Liskowskich, później Rudnickich herbu Lis. w 1882 r., po śmierci Józefa Siemiątkowskiego, z licytacji majątek ten nabył wraz z okolicznymi folwarkami baron Aleksander Graeve (1820–1883), finansista i ziemianin, a także poseł do sejmu pruskiego. Po śmierci syna, Stanisława Graeve, Biskupice przejął jego siostrzeniec, senator II Rzeczypospolitej Artur Dobiecki, gospodarując tu do 1939 r.

## Zabytki
Dla syna Aleksandra Graeve, Stanisława Graevego (1868–1912) znanego miłośnika Sieradzczyzny, architekci warszawscy Władysław Kozłowski i Apoloniusz Nieniewski wznieśli w latach 1904–1905 eklektyczny pałac zachowany do dziś.
Bliżej szosy stoi spichlerz klasycystyczny z I poł. XIX w.
Według rejestru zabytków Narodowego Instytutu Dziedzictwa na listę zabytków wpisane są obiekty:
- pałac, pocz. XX w., nr rej. 288/A z 18.01.1977
- spichlerz, 1 poł. XIX w., nr rej. 801 z 28.12.1967

## Instytucje
Obecnie mieści się tu Dom Pomocy Społecznej.